# Płoszkowo (Dolice)
Płoszkowo (deutsch Ludolphshof) ist ein Wohnplatz in der Woiwodschaft Westpommern in Polen. Er gehört zur Gmina Dolice (Gemeinde Dölitz) im Powiat Stargardzki (Stargarder Kreis).

## Geographische Lage
Der Wohnplatz liegt in Hinterpommern, etwa 55 Kilometer südöstlich von Stettin und etwa 25 Kilometer südlich der Kreisstadt Stargard. 

## Geschichte
Ludolphshof war ursprünglich ein Vorwerk von Falkenberg. Es wurde unter Friedrich Georg Ludolf von Wulffen, der das Rittergut Falkenberg im Jahre 1803 gekauft hatte, etwa 1/4 Meile nordöstlich von Falkenberg angelegt. Um 1865 waren dem Vorwerk Ludolphshof von den 4653 Morgen Gesamtfläche des Rittergutes Falkenberg 2545 Morgen zugeordnet, darunter der größte Teil des Waldes.
Ludolphshof gehörte zum Gutsbezirk Falkenberg bis zu dessen Eingliederung in die Landgemeinde Falkenberg. Bis 1945 bildete Ludolphshof einen Wohnplatz der Gemeinde Falkenberg im Kreis Pyritz der Provinz Pommern.
Nach dem Zweiten Weltkrieg kam Ludolphshof, wie alle Gebiete östlich der Oder-Neiße-Grenze, an Polen. Die Bevölkerung wurde vertrieben. Ludolphshof erhielt den polnischen Ortsnamen „Płoszkowo“.